# Bratski (Gulkévichi)
Bratski (del ruso: Братский) es un jútor del raión de Gulkévichi del krai de Krasnodar, en el sur de Rusia. Está situado 24 km al sur de Gulkévichi y 142 km al este de Krasnodar, la capital del krai. Tenía 44 habitantes en 2010.
Pertenece al municipio Tysiachnoye.